# لاس لوماس (کالیفرنیا)
لاس لوماس (به انگلیسی: Las Lomas) یک منطقهٔ مسکونی در ایالات متحده آمریکا است که در شهرستان مونتری، کالیفرنیا واقع شده‌است. لاس لوماس ۲٫۶۸۶ کیلومتر مربع مساحت و ۳٬۰۲۴ نفر جمعیت دارد و ۱۳ متر بالاتر از سطح دریا واقع شده‌است.